# Photoscotosia undulosa
Photoscotosia undulosa är en fjärilsart som beskrevs av Alphéraky 1888. Photoscotosia undulosa ingår i släktet Photoscotosia och familjen mätare. Inga underarter finns listade i Catalogue of Life.